# Orchinea razzarae
Orchinea razzarae är en orkidéart som först beskrevs av Galesi, och fick sitt nu gällande namn av Francisco María Vázquez. Orchinea razzarae ingår i släktet Orchinea och familjen orkidéer.
Artens utbredningsområde är Sicilien. Inga underarter finns listade i Catalogue of Life.